# SNCAC Chardonneret
Die SNCAC NC.840 Chardonneret (manchmal Aérocentre NC.840 bezeichnet) war ein Sport- und Reiseflugzeug des französischen Herstellers Société Nationale de Constructions Aéronautiques du Centre.

## Geschichte und Konstruktion
Die NC.840 war die erste Nachkriegsentwicklung der Société Nationale de Constructions Aéronautiques du Centre. Die Chardonneret war ein viersitziger Hochdecker mit festem Bugradfahrwerk, konventionellem Leitwerk und wurde von einem Renault 6Q.10 Motor mit 179 kW angetrieben. Die Maschine flog erstmals am 3. November 1946. In ein zweites Flugzeug mit der Bezeichnung NC.841 wurde ein Mathis 175H Sternmotor eingebaut. Obwohl das Flugzeug nicht verkauft werden konnte, flossen die damit gesammelten Erfahrung in die Entwicklung der Nord NC.850 ein.

## Technische Daten
| Kenngröße             | Daten                                    |
| --------------------- | ---------------------------------------- |
| Besatzung             | 1                                        |
| Passagiere            | 3                                        |
| Länge                 | 7,72 m                                   |
| Spannweite            | 11,20 m                                  |
| Höhe                  | 2,10 m                                   |
| Flügelfläche          | 19,80 m²                                 |
| Leermasse             | 711 kg                                   |
| max. Startmasse       | 1121 kg                                  |
| Höchstgeschwindigkeit | 190 km/h                                 |
| Dienstgipfelhöhe      | 5000 m                                   |
| Triebwerke            | 1 × Kolbenmotor Renault 6Q.10 mit 179 kW |